# Sichuania
Sichuania là một chi thực vật có hoa trong họ Apocynaceae.
Chi này đôi khi được gộp trong chi Cynanchum nghĩa rộng.

## Các loài
Khi được công nhận thì chi này chứa 1 loài là Sichuania alterniloba, bản địa Trung Quốc (Tứ Xuyên).